# Hugo Caballero
Hugo Rolando Caballero Martínez (Tela, Atlántida, Honduras; 14 de noviembre de 1974) es un exfutbolista de nacionalidad hondureña. Jugaba de guardameta, su primer equipo fue el Club Deportivo Motagua. Se retiró del fútbol en el Deportes Savio de Honduras.

## Clubes
| Club                    | País     | Año       |
| ----------------------- | -------- | --------- |
| Club Deportivo Motagua  | Honduras | 1997-2002 |
| Club Deportivo Olimpia  | Honduras | 2002-2003 |
| Club Deportivo Marathón | Honduras | 2003-2004 |
| Club Deportivo Motagua  | Honduras | 2004-2006 |
| Atlético Olanchano      | Honduras | 2006-2007 |
| Club Deportivo Vida     | Honduras | 2007-2008 |
| Deportes Savio          | Honduras | 2008-2009 |